# Crithionininae
Crithionininae es una subfamilia de foraminíferos bentónicos de la familia Crithioninidae, de la superfamilia Saccamminoidea, del suborden Saccamminina y del orden Astrorhizida. Su rango cronoestratigráfico abarca desde el Ordovícico superior hasta la Actualidad.

## Discusión
Clasificaciones previas incluían Crithionininae en la superfamilia Astrorhizoidea, así como en el suborden Textulariina del orden Textulariida.

## Clasificación
Crithionininae incluye a los siguientes géneros:
- Crithionina
- Pseudowebbinella
- Verrucina

Otros géneros inicialmente asignados a Crithionininae y actualmente clasificados en otras subfamilias son:
- Daitrona, ahora en la subfamilia Daitroninae
- Masonella, ahora en la subfamilia Oryctoderminae
- Nephrosphaera †, ahora en la subfamilia Daitroninae